# Bedelaars en kreupelen (Brussel)
Bedelaars en kreupelen is een tekening, mogelijk van de Zuid-Nederlandse schilder Jheronimus Bosch, in de Koninklijke Bibliotheek van België in Brussel.

## Voorstelling
De tekening bestaat uit een groot aantal kreupelen, die zich voortbewegen op krukken, stokken en een primitief soort prothesen. Rechtsonder geeft een vrouw een aalmoes aan een van de kreupelen, terwijl een andere kreupele aan komt kruipen. Een van de kreupelen draagt zijn kennelijk geamputeerde onderbeen om zijn nek, vergelijkbaar met de bedelaar met de losse voet op het linker buitenluik van Bosch' Laatste Oordeel-drieluik in Wenen. De kreupele met het geamputeerde onderbeen wordt voortgeduwd door een gezonde man. Dit motief komt ook voor op dit drieluik, namelijk op het linker buitenluik met de heilige Jacobus als pelgrim. Ondanks de gruwelijke verminkingen heeft de voorstelling een vrolijk karakter, alsof de tekenaar een karikatuur heeft willen maken.

## Toeschrijving

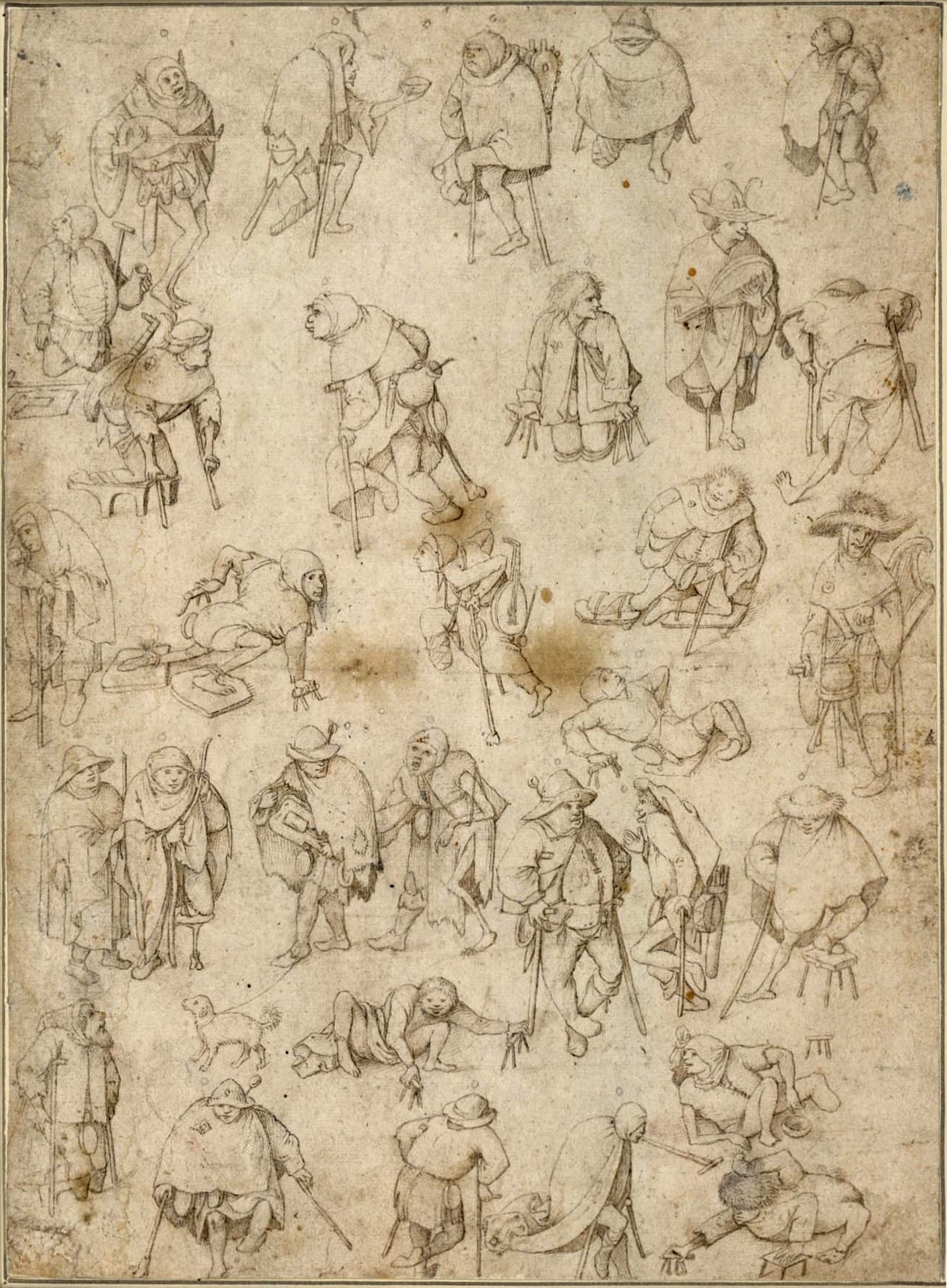
Jheronimus Bosch of Pieter Bruegel de Oude. Bedelaars en kreupelen. Pen in grijsbruine inkt op papier. Wenen, Albertina.

De tekening werd vroeger aan Pieter Bruegel de Oude toegeschreven. De tekening draagt linksonder het opschrift ‘BRVEGEL 1558’. Dit opschrift is echter later aangebracht. Het blad werd in 1932 door Otto Benesch voor het eerst aan Jheronimus Bosch toegeschreven, gevolgd door Ludwig von Baldass (1943), Jacques Combe (1957) en Charles de Tolnay (1965). De tekening is nauw verwant aan een tekening in de Albertina in Wenen. Deze tekening werd omstreeks 1550-1570 als prent uitgegeven door Hieronymus Cock. Volgens kunsthistoricus Max Friedländer is de tekening in Wenen niet van Bosch, maar eerder van Bruegel. Bruegel ontwierp vaker prenten voor Cock, die vervolgens, om ze beter te verkopen, uitgegeven werden als reproducties van werk van Bosch. De toeschrijving van het Brusselse blad aan Bosch is om die reden niet helemaal zeker.

## Herkomst
In de 19e eeuw bevond de tekening zich in de verzamelingen van Wilhelm Koller (overl. 1864) en Freiherr Adalbert von Lanna (1836-1900). Van 6-10 mei 1910 werd het aangekocht door de Koninklijke Bibliotheek van België op een anonieme veiling bij veilinghuis H.G. Gutekunst in Stuttgart.